# سرترالین
سِرترالین (به انگلیسی: Sertraline) (با نام‌های تجاری زُلُفْت و آسِنْتْرا) یک داروی ضد افسردگی از گروه مهارکننده‌های بازجذب سروتونین است که استفاده از آن برای درمان اختلالات افسردگی، اختلال وسواسی جبری، اختلال هراس، فوبیای اجتماعی، اختلال ناخوشی پیشاقاعدگی و اختلال استرس پس از سانحه پذیرفته شده است. سرترالین از طریق خوراکی مصرف می‌شود.
سرترالین در سال ۲۰۱۳ با تجویز بیش از ۴۱ میلیون نسخه پرمصرف‌ترین داروی ضدافسردگی و دومین داروی پرمصرف روان‌پزشکی پس از آلپرازولام در ایالات متحده بوده است.

### کاربردهای پزشکی
سرترالین برای اختلالاتی از جمله اختلال افسردگی اساسی (MDD)، اختلال وسواسی-اجباری (OCD)، اختلال خودزشت پنداری (BDD)، اختلال استرس پس از سانحه (PTSD)، اختلال دیسفوریک قبل از قاعدگی (PMDD) و اختلال هراس و اختلال اضطراب اجتماعی (SAD)و اختلال پانیک.

## توضیح کلی
سرترالین که با نام تجاری Zoloft در میان سایرین فروخته می‌شود، یک داروی ضد افسردگی از دسته مهارکننده‌های انتخابی بازجذب سروتونین (SSRI) است. اثربخشی سرترالین برای افسردگی مشابه با سایر داروهای ضد افسردگی است و تفاوت‌ها عمدتاً به عوارض جانبی محدود می‌شود. سرترالین بهتر از داروهای ضد افسردگی سه حلقه ای قدیمی تر تحمل می‌شود. سرترالین برای اختلال هراس، اختلال اضطراب اجتماعی، اختلال اضطراب فراگیر (GAD) و اختلال وسواس فکری-اجباری(OCD) مؤثر است. با این حال، برای OCD، درمان شناختی رفتاری (با مراجعه به روان‌شناس)، به ویژه در ترکیب با سرترالین، درمان بهتری است. سرترالین همچنین علائم اختلال ناخوشی پیش از قاعدگی (PMDD) را کاهش می‌دهد و می‌تواند در دوزهای زیر درمانی یا متناوب (دوز فاز لوتئال) برای درمان آن استفاده شود.
سرترالین دارای عوارض جانبی و موارد منع مصرف سایر داروهای SSRI است، با میزان بالای اسهال، تهوع، بی خوابی و اختلال عملکرد جنسی، اما به نظر می‌رسد که منجر به افزایش وزن زیادی نمی‌شود و اثرات آن بر عملکرد شناختی خفیف است. مشابه سایر داروهای ضد افسردگی، استفاده از سرترالین برای افسردگی ممکن است با افزایش خفیف افکار خودکشی در افراد زیر ۲۵ سال همراه باشد. این دارو نباید همراه با داروهای مهارکننده MAO استفاده شود: این ترکیب ممکن است باعث سندرم سروتونین شود که در برخی موارد می‌تواند تهدید کننده زندگی باشد. مصرف سرترالین در دوران بارداری با افزایش نقایص مادرزادی قلب در نوزادان همراه است.
سرترالین توسط دانشمندان شرکت داروسازی فایزر اختراع و توسعه یافت و در سال ۱۹۹۱ برای استفاده پزشکی در ایالات متحده تأیید شد. این دارو در فهرست داروهای ضروری سازمان بهداشت جهانی قرار دارد. این دارو به عنوان یک داروی عمومی در دسترس است. در سال ۲۰۱۶، سرترالین رایج‌ترین داروی اعصاب و روان تجویز شده در ایالات متحده بود و در سال ۲۰۲۰، با بیش از ۳۸ میلیون نسخه، دوازدهمین داروی رایج تجویز شده در بین تمامی داروها در ایالات متحده بود.

### افسردگی
هنوز مشخص نیست که اثر سرترالین با SSRIهای دیگر مثل پاروکستین متفاوت باشد. اگرچه اس سیتالوپرام ممکن است مزایایی نسبت به سرترالین داشته باشد.

## اختلال وسواسی-جبری
سرترالین برای درمان OCD در بزرگسالان و کودکان کار‌آمد است. به نسبت کلومیپرامین بهتر تحمل می‌شود. به‌طور کلی پذیرفته شده است که میزان مصرف سرترالین لازم برای درمان کارساز OCD از دوز معمول برای افسردگی بیشتر است. شروع عمل نیز برای OCD نسبت به افسردگی کندتر است.
درمان رفتاری شناختی به تنهایی در بزرگسالان و کودکان نسبت به سرترالین برتر بود. با این حال، بهترین نتایج با استفاده از ترکیبی از این درمانها به دست آمد.

#### اختلال هراس
درمان اختلال هراس با سرترالین منجر به کاهش تعداد حملات هراس و بهبود کیفیت زندگی می‌شود. در چهار مطالعه دو سو کور، نشان داده شد که سرترالین برای درمان اختلال هراس نسبت به دارونما برتر بوده است. میزان پاسخ مستقل از دوز بود. علاوه بر کاهش فراوانی حملات هراس در حدود ۸۰٪ (در مقابل ۴۵٪ از دارونما) و کاهش اضطراب عمومی، سرترالین منجر به بهبود کیفیت زندگی در اکثر پارامترها شد. سرترالین برای مردان و زنان به یک اندازه مؤثر بود.
مقایسه نتایج آزمایش‌ها سرترالین با آزمایش‌های جداگانه سایر داروهای ضد هراس (کلومیپرامین، ایمی پرامین، کلونازپام، آلپرازولام، فلووکسامین و پاروکستین) بیانگر اثری تقریباً برابر این داروها است.

#### درمان هراس اجتماعی
سرترالین برای درمان بیماری هراس اجتماعی نتایج موفقیت‌آمیزی به‌دست آورده است. مطالعات و تحقیقاتی که در این زمینه انجام شده نشان دهنده این امر است که برای درمان این بیماری به میزان دوز بیشتری از مصرف نیاز است علاوه بر این بهبودی به کندی صورت می‌گیرد و بیشتر اوقات زمان پاسخ به دارو از هفته ششم شروع شده و تا هفته دوازدهم افزایش می‌یابد. سرترالین علاوه بر اینکه مولفه‌های روانی هراس اجتماعی همچون ترس و اجتناب بهبود می‌بخشد بر مولفه‌های فیزیکی مانند سرخ شدن و تپش قلب نیز تأثیر مثبت می‌گذارد.

#### سایر اختلالات اضطرابی
سرترالین برای درمان هراس اجتماعی کارساز است. بهبود در نمرات در مقیاس اضطراب اجتماعی لیبیویتز با سرترالین یافت شد.

#### اختلال ناخوشی پیش‌قاعدگی
SSRIها، از جمله سرترالین، علائم سندرم قبل از قاعدگی را کاهش می‌دهد. بهبود قابل توجهی در ۵۰–۶۰ درصد موارد تحت درمان با سرترالین در مقایسه با بهبود ۳۰–۲۰ درصد موارد در دارونما مشاهده شد. بهبود در هفته اول درمان آغاز شد و علاوه بر خلق، تحریک پذیری، اضطراب و کیفیت عمومی زندگی مشاهده شد. علائم جسمی مانند تورم، نفخ و درد پستان نسبت پاسخ کمتری به سرترالین داد.

#### سایر کاربردها
سرترالین که روزانه مصرف می‌شود برای درمان برخی از جنبه‌های انزال زودرس مفید است. یک نقطه ضعف SSRI این است که آنها به درمان مداوم روزانه نیاز دارند تا انزال را به تأخیر بیندازند.

## مکانیسم اثر
سرترالین از طریق جلوگیری از جذب مجدد سروتونین توسط گیرنده‌های عصبی پس سیناپسی و بالابردن غلظت سروتونین در دستگاه عصبی مرکزی است. سرترالین همچنین به میزان کمی از جذب مجدد دوپامین جلوگیری می‌کند (حدود ۱٪ قدرت جلوگیری از جذب سروتونین آن) و تا حدی نیز وقفه‌دهنده گیرنده‌های آلفای آدرنالین است (حدود ۱٪ تا ۱۰٪ قدرت جلوگیری از جذب سروتونین آن).
فرمول شیمیایی سرترالین C۱۷H۱۷Cl۲N است. نیمه عمر آن بین ۱۳ تا ۴۵ ساعت و در زنان حدود ۱٫۵ برابر مردان است. غلظت آن در پلاسمای خون پس از ۴ تا ۶ ساعت به حداکثر می‌رسد و درصد وابستگی آن به پروتئین پلاسمای خون حدود ۹۹٪ است.

## مصرف در دوران بارداری
قرار گرفتن در معرض داروهای ضد افسردگی (از جمله سرترالین) با افزایش خطر زایمان زودرس، کاهش وزن هنگام تولد (۷۵ میلی‌گرم)، و نمرات Apgar پایین‌تر همراه است مشخص نیست که آیا در کودکانی که مادرانشان در اوایل بارداری SSRI تجویز شده، مشکلات قلبی افزایش یافته باشد. 

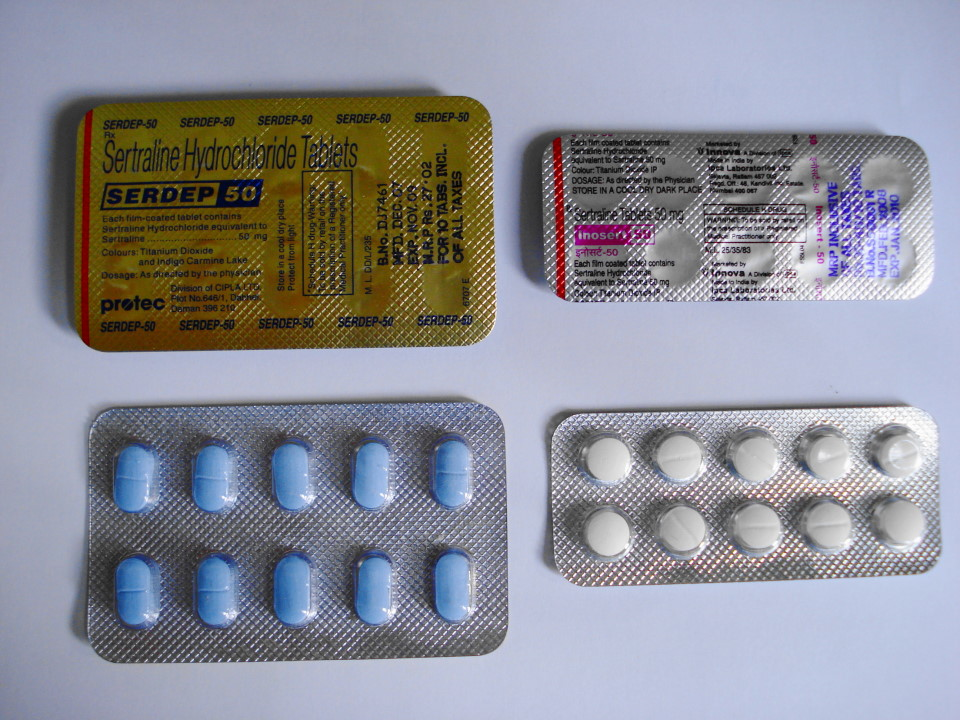

## عوارض جانبی
کاهش تمایلات جنسی، کاهش وزن، اضافه وزن، دیرکرد در انزال، خونریزی های غیرطبیعی (نقاط قرمز در سطح پوست)، آکاتزیا (عدم تحمل وضعیت نشسته)، بزرگی و احساس کشیدگی پستان یا ترشح شیر در خانمها، عوارض اکستراپیرامیدال (اختلالات حرکات عضلانی)، گرفتگی و پرش ناگهانی عضلات، تب، سرگیجه، خشکی دهان، افزایش احساس تشنگی، خستگی، تغییرات ناگهانی و بی‌اراده خلق، تپش قلب، راش پوستی، جوش‌های التهابی چرکی، احساس خارش در پوست، اختلال در عملکرد.
داروهای گروه بازدارنده‌های بازجذب سروتونین (SSRI) مانند سِرتِرالین هرگز نباید همزمان با داروهای از گروه بازدارنده‌های مونوآمین اکسیداز
(MAOI) مصرف شوند؛ چرا که این دو گروه دارو با هم تداخل دارویی دارند و مصرف همزمان آن‌ها منجر به مسمومیت دارویی و ابتلا به سندروم سروتونین می‌شود و حتی می‌تواند منجر به مرگ شود.
در مقایسه با سایر SSRIها، سرترالین تمایل دارد با میزان بیشتری از عوارض روانی و اسهال همراه باشد. به غیر از فلوکستین، نسبت به سایر SSRIها فعال کننده تر است (یعنی با میزان بالاتر اضطراب، آشفتگی، بی خوابی و غیره همراه است).
با گذشت بیش از شش ماه از درمان سرترالین برای افسردگی، افراد افزایش وزن غیرمعمول ۰/۱٪ نشان دادند. به‌طور مشابه، یک درمان ۳۰ ماهه با سرترالین برای OCD منجر به افزایش متوسط وزنی ۱/۵ درصد (۱ کیلوگرم) شد. اگرچه تفاوت به اهمیت آماری نرسید، افزایش وزن برای فلوکستین (۱٪) کمتر بود اما برای سیتالوپرام، فلووکسامین و پاروکستین (۲/۵٪) بیشتر بود. شیوع اسهال با سرترالین — به ویژه هنگامی که در دوزهای بالاتر تجویز می‌شود — از سایر SSRIها بیشتر است.

#### جنسی
مانند سایر SSRIها، سرترالین با عوارض جانبی جنسی از جمله اختلال برانگیختگی جنسی و مشکل در رسیدن به ارگاسم همراه است. در حالی که نفازودون، بوپروپیون و ربوکستین تأثیر منفی بر عملکرد جنسی ندارند، ۶۷٪ از مردان با سرترالین در مقابل ۱۸٪ قبل از درمان دچار مشکلات انزال شده‌اند.بهبود خلق و خوی ناشی از درمان با سرترالین بعضی اوقات این عوارض جانبی را خنثی می‌کند، به طوری که میل جنسی و رضایت کلی از رابطه جنسی همانند قبل از درمان سرترالین باقی مانده است.

#### خودکشی
FDA به همه داروهای ضد افسردگی، از جمله سرترالین، خواسته تا یک هشدار جعبه سیاه داشته باشد و بیان کنند که داروهای ضد افسردگی ممکن است خطر خودکشی را در افراد کوچک‌تر از ۲۵ سال افزایش دهد.

#### سندرم قطع مصرف
سندرم قطع داروی ضد افسردگی شرایطی است که می‌تواند به دنبال وقفه، کاهش دوز یا قطع داروهای ضد افسردگی از جمله سرترالین ایجاد شود. این علائم می‌تواند شامل علائم مانند آنفلوانزا، اختلال در خواب، حواس، حرکت، خلق و خوی و تفکر باشد. در بیشتر موارد علائم خفیف و کوتاه مدت است و بدون درمان برطرف می‌شود. موارد شدیدتر اغلب با تجویز مجدد یا موقت دارو با کاهش کندتر بهبود می‌یابد.

### هشدار
هنگام مصرف سرترالین از خوردن الکل پرهیز کنید. مصرف همزمان الکل با سرترالین میتواند منجر به تداخل دارویی شدید و تشدید عوارض دارو شود که منجر به سرگیجه شدید و سیاهی رفتن چشم و کندی تنفس یا ضربان قلب کند و نامنظم و تضعیفCNS و حتی منجر به کما و مرگ شود.
همچنین در بیماران با اختلالات کبدی یا کلیوی - بیماران قلبی - سابقه حملات تشنج - اختلالات انعقادی -گلوکوم با زاویه بسته و سابقه مانیا بایستی با احتیاط مصرف شود، در بیماران با اختلال کبدی کاهش دوز بایستی مد نظر باشد.

### احتیاط
پزشک معالج حتماً باید طبق روانسر زمانی منظم پیشرفت بهبودی شما را بررسی کند تا تغییرات لازم را انجام دهد و از بروز عوارض ناخواسته جلوگیری کند از مصرف این دارو همزمان ویا ۱۴ روز بعد از قطع مصرف داروهای مهارکننده‌های آنزیم مانا آمینو اکسید خودداری کنید از مصرف داروهای مهار کننده MAO همزمان ویا ۱۴ روز بعد از قطع مصرف این دارو خودداری کرده زیرا احتمال بروز فشار خون بسیار بالا یا تشنج افزایش می‌یابد این دارو ممکن است باعث خواب آلودگی اختلالات فکری و اختلالات حرکتی شود پس در طول دوره درمان از رانندگی یا کار با ماشین آلاتی که نیاز به هوشیاری کامل دارند خودداری کنید

### تداخلات
مصرف هم‌زمان سرترالین با مهار کننده‌های منو آمین اکسیداز از جمله فورازولیدون - پروکاربازین و سلژیلین ممکن است موجب بروز عوارض جدی و خطرناک و گاهی مهلک قلبی و CNS شود بنابر این مصرف هم‌زمان ممنوع است.

### مصرف بیش از حد
مصرف بیش از حد حاد غالباً با تهوع، بی حالی، آتاکسی، تاکی کاردی و تشنج آشکار می‌شود. مانند اکثر SSRIهای دیگر، سمیت آن در مصرف بیش از حد مصرف نسبتاً کم در نظر گرفته شده است.